# Martín del Río (kommunhuvudort)
Martín del Río är en kommunhuvudort i Spanien.   Den ligger i provinsen Provincia de Teruel och regionen Aragonien, i den östra delen av landet, 240 km öster om huvudstaden Madrid. Martín del Río ligger 930 meter över havet och antalet invånare är 472.
Terrängen runt Martín del Río är huvudsakligen kuperad, men åt nordväst är den platt. Martín del Río ligger nere i en dal. Runt Martín del Río är det mycket glesbefolkat, med 4 invånare per kvadratkilometer. Närmaste större samhälle är Utrillas, 5,5 km sydost om Martín del Río. Omgivningarna runt Martín del Río är i huvudsak ett öppet busklandskap.